# Achelia spinoseta
Achelia spinoseta là một loài nhện biển trong họ Ammotheidae. Loài này thuộc chi Achelia. Achelia spinoseta được miêu tả khoa học năm 1939 bởi Hilton.